# Institut polytechnique de Bordeaux
Pour les articles homonymes, voir INP et IPB.
L’Institut Polytechnique de Bordeaux (IPB) ou Bordeaux INP, en Anglais Bordeaux Institute of Technology est un établissement d’enseignement supérieur, sous tutelle du ministère chargé de l’enseignement supérieur et de la recherche, et constitué en Grand Établissement. Il est l'un des 5 Instituts Nationaux Polytechniques (INP). 
Créé en 2009, il regroupe plusieurs formations d’ingénieurs de Bordeaux, son siège est situé sur le domaine universitaire de Talence Pessac Gradignan.

## Historique

Premier logo (2009)

L’institut a été créé le 1er avril 2009, par attribution des moyens, locaux, personnels et étudiants des écoles suivantes :
- ENSEIRB - École Nationale Supérieure d'Électronique, Informatique et Radiocommunications de Bordeaux
- MATMECA - École d’Ingénieurs en Modélisation Mathématique et Mécanique (école interne de l’Université Bordeaux 1 Sciences et Technologies)
- ENSMAC - École nationale supérieure de matériaux, d'agroalimentaire et de chimie (ex ENSCBP)
- ISTAB - Institut des Sciences et Techniques des Aliments de Bordeaux (école interne de l'Université Bordeaux 1 Sciences et Technologies)
- ENSTBB - École Supérieure de Technologie des Biomolécules de Bordeaux (école interne de l'Université Bordeaux Segalen)
- IDC - Institut de Cognitique (école interne de l’Université Bordeaux Segalen)[4]

Le décret de création prévoyait le rattachement de l’Institut aux universités Bordeaux 1 Sciences et Technologies et Bordeaux Segalen.
Les objectifs principaux qui ont présidé à la création de ce nouvel établissement pour une nouvelle structuration des formations d’ingénieurs sont :
- augmenter le nombre d’ingénieurs formés en Aquitaine, en particulier en appui aux pôles de compétitivité,
- permettre l’émergence de nouvelles filières de formations d’ingénieurs,
- améliorer la visibilité scientifique et technologique du site de Bordeaux et la lisibilité nationale et internationale des écoles,
- maintenir et améliorer l’employabilité des élèves ingénieurs formés,
- maintenir et améliorer le niveau de recrutement,
- favoriser les synergies entre les formations d’ingénieurs.

À sa création, l’Institut Polytechnique de Bordeaux rassemblait les écoles d’ingénieurs du PRES « Université de Bordeaux » constitué en 2007. L’établissement était engagé dans un processus de constitution d’un établissement unique « Université de Bordeaux », dont il s’est retiré en décembre 2012. Lors de la fusion des universités, le PRES devient la Communauté d'universités et établissements d'Aquitaine.
Deux écoles sont partenaires en 2017 de Bordeaux INP : l'ENSGTI et Institut Supérieur Aquitain du Bâtiment et des Travaux Publics. 
Le 1er janvier 2018, l'ENSI Poitiers rejoint le réseau des partenaires et devient ainsi la troisième école de ce réseau.

## Organisation
L’institut est un Grand Établissement (type particulier d’EPSCP). Il est dirigé par un directeur général, assisté de deux directeurs généraux adjoints et de structures administratives centralisées : un conseil de direction (composé notamment des directeurs des écoles internes et du directeur général), un conseil d’administration, un conseil scientifique et un conseil des études.
L’Institut Polytechnique de Bordeaux est constitué de six écoles internes, quatre ont été créées par la délibération du conseil d’administration de l’institut du 29 mai 2009 et par arrêté du 23 juin 2009, deux autres ont été créés par arrêté du 9 février 2011, et du 29 mai 2019 :
- École Nationale Supérieure d'Électronique, Informatique, Télécommunications, Mathématiques et Mécanique de Bordeaux (Bordeaux INP - ENSEIRB-MATMECA)
- École nationale supérieure de matériaux, d'agroalimentaire et de chimie (Bordeaux INP - ENSMAC)
- École Nationale Supérieure de Technologie des Biomolécules de Bordeaux (Bordeaux INP - ENSTBB)
- École Nationale Supérieure en Environnement, Géoressources et Ingénierie du Développement Durable (Bordeaux INP - ENSEGID)
- École Nationale Supérieure de Cognitique (Bordeaux INP - ENSC)
- École Nationale Supérieure pour la Performance Industrielle et la Maintenance Aéronautique (Bordeaux INP - ENSPIMA)

## Formation
Bordeaux INP propose à travers ses écoles internes 9 spécialités d’ingénieurs, en : 
- Agroalimentaire et Génie Biologique
- Biotechnologies
- Chimie et Génie Physique
- Cognitique
- Électronique
- Géoressources et Environnement
- Informatique
- Mathématiques et Mécanique
- Performance Industrielle et Maintenance Aéronautique
- Télécommunications

L'institut propose aussi des Master of Science en : Systèmes de radio et de télécommunications, Nano et Micro technologies, Conception et traitement des matériaux inorganiques, et en Formulation Appliquée de Polymères et Colloïdes.
Il permet aussi à des salariés de poursuivre des études pour devenir ingénieurs ou de se reconvertir professionnellement en changeant de spécialité technique grâce à la filière Fontanet qui est disponible dans plusieurs de ses écoles d'ingénieurs.

## Relations internationales
Bordeaux INP entretient près de 130 accords de partenariats avec des établissements d’enseignement supérieur sur 5 continents, ce qui permet notamment aux étudiants de ses écoles internes de partir en mobilité non diplômante ou double diplômante à des universités comme: l'Université de Californie, Polytechnique Montréal, KU Leuven, l'Institut de Technologie de Karlsruhe, l'Université Technique de Berlin, l'Université d'Auckland, l'Institut Royal de Technologie de Melbourne, l'Université de São Paulo, KAIST, l'Université Keiō ou encore l'Université Tongji.